# Zvonce
Zvonce (en serbe cyrillique : Звонце) est un village de Serbie situé dans la municipalité de Babušnica, district de Pirot. Au recensement de 2011, il comptait 198 habitants.

## Démographie

### Évolution historique de la population
| 1948 | 1953 | 1961 | 1971 | 1981 | 1991 | 2002 | 2011 |
| ---- | ---- | ---- | ---- | ---- | ---- | ---- | ---- |
| 587  | 538  | 585  | 439  | 381  | 332  | 254  | 198  |

|  |